# Matthew Lewis
Matthew David Lewis, född 27 juni 1989 i Leeds, är en brittisk skådespelare, mest känd för att ha spelat Neville Longbottom i Harry Potter-filmerna.

## Filmografi
| År   | Titel                                   | Roll                              | Noteringar              |
| ---- | --------------------------------------- | --------------------------------- | ----------------------- |
| 1995 | Some Kind of Life                       | Johnathan Taylor                  | TV-film                 |
| 2001 | Harry Potter och de vises sten          | Neville Longbottom                |                         |
| 2002 | Harry Potter och Hemligheternas kammare | Neville Longbottom                |                         |
| 2004 | Harry Potter och fången från Azkaban    | Neville Longbottom                |                         |
| 2005 | Harry Potter och den flammande bägaren  | Neville Longbottom                |                         |
| 2007 | Harry Potter och Fenixorden             | Neville Longbottom                |                         |
| 2009 | Harry Potter och halvblodsprinsen       | Neville Longbottom                |                         |
| 2010 | Harry Potter och dödsrelikerna – Del 1  | Neville Longbottom                |                         |
| 2011 | Harry Potter och dödsrelikerna – Del 2  | Neville Longbottom                |                         |
| 2012 | The Syndicate                           | Jamie Bradley                     | TV-serie, 5 avsnitt     |
| 2013 | Wasteland                               | Dodd                              | Även känd som The Rise  |
| 2013 | The Sweet Shop                          | The Reporter                      |                         |
| 2014 | Bluestone 42                            | Korpral Gordon "Towerblock" House | TV-serie, från säsong 2 |
| 2016 | Happy Valley                            |                                   | TV-serie                |